# Ralph Herforth
Ralph Herforth (eigentlich: Ralph Schwachmeier; * 15. Januar 1960 in Herford) ist ein deutscher Schauspieler. Seinen Künstlernamen hat er in Anlehnung an seinen Geburtsort gewählt.

## Leben
Entdeckt wurde Ralph Herforth 1979, als er in einem Salzburger Musical-Seminar Assistent für Unterrichtsplanung war. Im selben Jahr begann er seine Ausbildung am Max-Reinhardt-Seminar in Wien, die er 1982 abschloss. Sein erstes Engagement hatte er 1983 am Berliner Schillertheater. Anschließend hatte er weitere Auftritte am Stadttheater Heilbronn und am Schauspielhaus Düsseldorf.
Sein Leinwanddebüt gab er 1992 im Film Schattenboxer unter der Regie von Lars Becker, gefolgt von diversen Film- und Fernsehproduktionen mit namhaften Regisseuren wie Fatih Akın, Roland Suso Richter und Friedemann Fromm. Er wirkte zudem in größeren Kinoproduktionen als Nebendarsteller, wie in Knockin’ on Heaven’s Door, Kurz und schmerzlos und Der Eisbär neben Til Schweiger mit, ehe er eine der Hauptrollen in Dominik Grafs Der Felsen angeboten bekam. 2005 spielte Herforth in Æon Flux an der Seite von Charlize Theron einen Killer.
Ralph Herforth heiratete im Sommer 2011 die Schauspielerin Zora Holt. Ende August desselben Jahres wurde er zum dritten Mal Vater. Das Paar lebt mit Sohn und Tochter im Ortsteil Klosterheide von Lindow (Mark), Landkreis Ostprignitz-Ruppin. Aus einer früheren Beziehung hat Herforth zwei weitere Söhne. Er hat einen um fünf Minuten jüngeren Zwillingsbruder.
Herforth ist neben seiner Tätigkeit als Schauspieler auch als Geschäftsführer einer Immobilienmaklerei tätig. Neben seiner Mietwohnung in Berlin-Schöneberg hat er ein Haus am Gudelacksee, der früher Feriensitz des SED-Politikers Hermann Axen war.

## Filmografie (Auswahl)
- 1986: Einer jener Tage (Kurzfilm)
- 1990: Derrick – Solo für vier
- 1992: Schattenboxer
- 1992: SOKO 5113 – Der Leibwächter
- 1992: Tatort – Tod eines Wachmanns (Fernsehreihe)
- 1993: Night Train to Venice
- 1994: Der Alte – Litfins Tod (Fernsehreihe, Folge 190)
- 1994: Bunte Hunde
- 1994: Kommissar Rex – Flucht in den Tod
- 1995: Eine Hand voll Schlaf
- 1995: Unter Druck (Fernsehfilm)
- 1996: Adrenalin
- 1996: Der Venusmörder
- 1996: Irren ist männlich
- 1997: Ein Fall für Zwei – Falsche Komplizen (Fernsehserie)
- 1997: Knockin’ on Heaven’s Door
- 1998: Kurz und schmerzlos
- 1998: Der Eisbär
- 1998: Ein Fall für Zwei – Falsche Partner (Fernsehserie)
- 1998: Die Bubi-Scholz-Story
- 1998: Cut
- 1999: Adelheid und ihre Mörder – Sondereinsatz
- 1999: Kanak Attack
- 1999: Bang Boom Bang
- 1999: Der Bunker – Eine todsichere Falle[6]
- 2000: Marmor, Stein & Eisen
- 2000: Gone Underground
- 2000: Die Prüfung
- 2000: Tatort – Tödliches Verlangen (Fernsehreihe)
- 2000: Ratten – Sie werden dich kriegen! (Fernsehfilm)
- 2000: Pest – Die Rückkehr (Fernsehfilm)
- 2000: Scharf aufs Leben (Fernsehfilm)
- 2000: Autsch, Du Fröhliche
- 2001: Erkan und Stefan – Gegen die Mächte der Finsternis
- 2001: Always Crashing The Same Car
- 2001: Der Vamp im Schlafrock (Fernsehfilm)
- 2002: Der Felsen
- 2002: Detective Lovelorn und die Rache des Pharao
- 2002: The Unknown Man
- 2003: Wilsberg – Letzter Ausweg: Mord (Fernsehreihe)
- 2003: Das Herz ist rot
- 2004: Agnes und seine Brüder
- 2004: Am Kap der Liebe
- 2004: Der Vater meines Sohnes (Fernsehfilm)
- 2004: Das Traumschiff – Samoa (Fernsehreihe)
- 2004: Ratten 2 – Sie kommen wieder! (Fernsehfilm)
- 2004: Das Blut der Templer (Fernsehfilm)
- 2004: Einmal Bulle, immer Bulle – Spur zum Abgrund (Fernsehserie)
- 2005: Wut (Fernsehfilm)
- 2005: Dem Himmel sei Dank (Fernsehfilm)
- seit 2006: Unter anderen Umständen (Fernsehreihe)
  - 2006: Unter anderen Umständen
  - 2007: Bis dass der Tod euch scheidet
  - 2008: Böse Mädchen
  - 2009: Auf Liebe und Tod
  - 2010: Tod im Kloster
  - 2011: Mord im Watt
  - 2012: Spiel mit dem Feuer
  - 2013: Der Mörder unter uns
  - 2014: Falsche Liebe
  - 2015: Das verschwundene Kind
  - 2016: Das Versprechen
  - 2016: Tod eines Stalkers
  - 2017: Liebesrausch
  - 2018: Das Geheimnis der Schwestern
  - 2019: Im finsteren Tal
  - 2020: Über den Tod hinaus
  - 2020: Lügen und Geheimnisse
  - 2021: Für immer und ewig
  - 2022: Mutterseelenallein
  - 2023: Dämonen
  - 2023: Mütter und Söhne
  - 2024: Dominiks Geheimnis
  - 2024: Nordwind
  - 2025: Die einzige Zeugin
- 2005: Bis in die Spitzen (Fernsehfilm)
- 2005: Aeon Flux
- 2006: Lamento
- 2006: Der erste Engel (Kurzfilm)
- 2006: Entführ’ mich, Liebling
- 2007: Günstige Prognose (Kurzfilm)
- 2007: Achterbahn
- 2007: Einsatz in Hamburg – Mord nach Mitternacht
- 2007: Alarm für Cobra 11 – Die Autobahnpolizei (Fernsehserie)
- 2008: Speed Racer
- 2008: Der Weltenbauer (Kurzfilm)
- 2008: Märzmelodie
- 2008: Fire!
- 2008: Unter Strom
- 2008: 1½ Ritter – Auf der Suche nach der hinreißenden Herzelinde
- 2009: Heute keine Entlassung (Fernsehfilm)
- 2009: Nachtschicht – Wir sind die Polizei (Fernsehreihe)
- 2009: Das Paradies am Ende der Welt
- 2010: Allein gegen die Zeit (Fernsehserie, 5 Folgen)
- 2010: Swans
- 2010: Slave
- 2010: Ein Fall für Fingerhut (Fernsehfilm)
- 2010: Der letzte Bulle – Gepflegter Tod (Fernsehserie)
- 2010: 2030 – Ausbeutung der Enkel
- 2010: SOKO Leipzig – Gefangen (Fernsehserie)
- 2010: Familie Fröhlich – Schlimmer geht immer
- 2010: Schloss Einstein (Fernsehserie, 2 Folgen)
- 2011: Tatort – Tödliche Ermittlungen
- 2011: Schandmal – Der Tote im Berg (Fernsehfilm)
- 2011: Viva Berlin (Webserie)
- 2011: Dora Heldt – Tante Inge haut ab (Fernsehfilm)
- 2011: Polizeiruf 110: Zwei Brüder (Fernsehreihe)
- 2012: Der Mann, der alles kann (Fernsehfilm)
- 2012: Schutzengel
- 2012: Die Jagd nach dem Bernsteinzimmer
- 2012: Add a Friend (Fernsehserie, 5 Folgen)
- 2012: Notruf Hafenkante – Schuss ins Herz (Fernsehserie)
- 2014: Tatort – Kopfgeld (Fernsehreihe)
- 2014: Tierärztin Dr. Mertens (Fernsehserie)
- 2015: Ein starkes Team – Stirb einsam! (Fernsehserie)
- 2016: Gottlos – Warum Menschen töten (Fernsehserie)
- 2017: Die Eifelpraxis (Fernsehserie, 2 Folgen)
- 2017: Die Spezialisten – Im Namen der Opfer (Fernsehserie, Folge Heros)
- 2017, 2019: jerks. – Die Mutter aller Drogen, Rausch (Fernsehserie)
- 2017: Neues aus Büttenwarder (Fernsehserie, 2 Folgen)
- 2018: Angst in meinem Kopf – Buch und Regie: Thomas Stiller[7]
- 2018: Nord Nord Mord – Sievers und die Frau im Zug (Fernsehserie)
- 2018: Tatort – Bombengeschäft (Fernsehreihe)
- 2019: Der letzte Bulle
- 2019: Skylines (Fernsehserie)
- 2019: Der Schneegänger (Fernsehfilm)
- 2020: Freaks – Du bist eine von uns
- 2020: König der Raben
- 2021: Billy Kuckuck – Angezählt
- 2023: The Zone of Interest
- 2024: Tatort: Das Wunderkind (Fernsehreihe)

## Auszeichnung
- 2006: Besondere Anerkennung durch die Deutsche Akademie der Darstellenden Künste auf dem Fernsehfilm-Festival Baden-Baden für das Produktionsteam von Wut
- 2020: Askania Award